# Olaus Henrici
Pour les articles homonymes, voir Henrici.
Olaus Magnus Friedrich Erdmann Henrici (9 mars 1840 à Meldorf et décédé le 10 août 1918 à Chandler's Ford, Hampshire , Angleterre ) est un mathématicien allemand. 

## Biographie
Henrici part étudier en 1859 à l'école polytechnique de Karlsruhe, où il est influencé notamment par Clebsch. Sur ses conseils et recommandations, il se rend à l'Université de Heidelberg en 1862 pour étudier à Otto Hesse. Il obtient son doctorat le 6 juin 1863 avec sa thèse qui sera publiée plus tard dans le Journal für die reine und angewandte Mathematik Dr. phil. PhD. Après des études à Berlin auprès de Weierstraß et Kronecker en 1865, il devient professeur de mathématiques et de physique à l'université de Kiel. Mais faute de moyens financiers suffisants, il renonce rapidement à ce poste et se rend à Londres où il gagne sa vie pendant plusieurs années par des cours particuliers. En 1869, il est premier assistant, puis professeur de mathématiques à l'University College de Londres (UCL), le 4 juin 1870. En mars 1884, il devient professeur de mécanique et de mathématiques au City and Guilds College (également Central Technical College) à Londres. Il y installe un laboratoire de mécanique où sont construits des modèles mathématiques et du matériel. Le plus connu d'entre eux est probablement un analyseur d'harmoniques,, un dispositif permettant de déterminer les coefficients de Fourier d'une fonction périodique. 
En 1874, Henrici devient membre de la Royal Society et en 1882/83, il siége à leur conseil. De 1882 à 1884, il est président de la London Mathematical Society. L'Université de St Andrews lui décerne un doctorat honorifique en 1884. 
Henrici épouse en 1877 la sœur d'un collègue et a un fils qui est devenu officier du Corps of Engineers de l'armée anglaise. Henrici écrit une œuvre commune avec son fils.

## Travaux
- Olaus Henrici: Skeleton structures: especially in their application to the building of steel and iron bridges. New York: Van Nostrand, 1867.
- Olaus Henrici: Elementary geometry: congruent figures. London: Longmans, Green, 1879.
- Olaus Henrici: Elementary geometry: congruent figures. London: Longmans, Green, second edition 1888.
- Olaus Henrici und George Charles Turner: Vectors and rotors: with applications, London: Arnold 1903.